# Bret Curtis
Pas d'image ? Cliquez ici
Bret Curtis, né le 16 décembre 1966 à Valencia en Californie, est un Entrepreneur américain. Il a fondé Spectra Resources en 2002 et United Steel Supply en 2007.
Bret Curtis a débuté la compétition automobile en 2009 et a participé à des championnats tels que le WeatherTech SportsCar Championship avec l'écurie américaine Turner Motorsport au volant d'une BMW M6 GT3 et à plusieurs manches du Championnat du monde d'endurance. Il a également participé aux épreuves d'endurance les plus prestigieuses telles que les 24 heures du Mans, les 24 heures de Daytona, les 24 heures de Spa, les 24 heures de Dubaï, les 12 heures de Sebring, les 12 Heures de Bathurst, le Petit Le Mans et les 6 heures de Laguna Seca.

## Palmarès

### Résultats aux24 Heures du Mans
| Année | Écurie               | Copilotes                           | Voiture             | Classe   | Tours | Pos. | Class Pos. |
| ----- | -------------------- | ----------------------------------- | ------------------- | -------- | ----- | ---- | ---------- |
| 2012  | Prospeed Competition | Abdulaziz al Faisal Sean Edwards    | Porsche 911 GT3 RSR | LMGTE-Am | 180   | Abd. | Abd.       |
| 2017  | Scuderia Corsa       | Christina Nielsen Alessandro Balzan | Ferrari 488 GTE     | LMGTE-Am | 314   | 44e  | 14e        |

### Résultats aux24 Heures de Daytona
| Année | Écurie            | Copilotes                                                     | Voiture                  | Classe | Tours | Pos. | Class Pos. |
| ----- | ----------------- | ------------------------------------------------------------- | ------------------------ | ------ | ----- | ---- | ---------- |
| 2012  | Orbit / GMG       | Nicolas Armindo Shane Lewis James Sofronas (en) Lance Willsey | Porsche 911 GT3 Cup      | GT     | 713   | 22e  | 11e        |
| 2016  | Turner Motorsport | Jens Klingmann Ashley Freiberg (en) Marco Wittmann            | BMW M6 GT3               | GTD    | 628   | 48e  | 22e        |
| 2021  | Scuderia Corsa    | Ryan Briscoe Marcos Gomes Ed Jones                            | Ferrari 488 GT3 Evo 2020 | GTD    | 676   | Abd. | Abd.       |

### Résultats enWeatherTech SportsCar Championship
| Année | Écurie            | Classe | Châssis                  | Moteur                        | 1      | 2     | 3     | 4     | 5      | 6     | 7     | 8     | 9      | 10    | 11    | 12  | Pos. | Points |
| ----- | ----------------- | ------ | ------------------------ | ----------------------------- | ------ | ----- | ----- | ----- | ------ | ----- | ----- | ----- | ------ | ----- | ----- | --- | ---- | ------ |
| 2016  | Turner Motorsport | GTD    | BMW M6 GT3               | BMW 4,4 L V8 Turbo            | DAY 22 | SEB 2 | LGA 5 | BEL 9 | WGL 13 | MOS 1 | LIM 6 | ELK 7 | VIR 11 | AUS 1 | PET 9 |     | 6e   | 279    |
| 2017  | Turner Motorsport | GTD    | BMW M6 GT3               | BMW 4,4 L V8 Turbo            | DAY    | SEB   | LBH 9 | AUS 5 | BEL 4  | WGL   | MOS 4 | LIM   | ELK    | VIR   | LGA   | PET | 26e  | 104    |
| 2021  | Scuderia Corsa    | GTD    | Ferrari 488 GT3 Evo 2020 | Ferrari F154CB 3,9 L V8 Turbo | DAY 14 | SEB   | MDO   | DET   | WGL    | WGL   | LIM   | ELK   | LGA    | LBH   | VIR   | PET | 68e  | 194    |

### Résultats enChampionnat du monde d'endurance
| Année     | Écurie                | Châssis                | Moteur                        | Classe   | 1   | 2   | 3   | 4   | 5     | 6   | 7   | 8   | Position | Points |
| --------- | --------------------- | ---------------------- | ----------------------------- | -------- | --- | --- | --- | --- | ----- | --- | --- | --- | -------- | ------ |
| 2014      | AF Corse              | Ferrari 458 Italia GT2 | Ferrari F142 GT 4,5 L V8 Atmo | LMGTE Am | SIL | SPA | LMS | COA | FUJ 6 | SHA | BHR | SÃO | 20e      | 10     |
| 2019-2020 | Dempsey Proton Racing | Porsche 911 RSR        | Porsche 4,0 L Flat-6 Atmo     | LMGTE Am | SIL | FUJ | SHA | BHR | CAM 9 | SPA | LMS | BHR | 10e      | 27,5   |

### Résultats enEuropean Le Mans Series
| Année | Écurie    | Châssis         | Moteur                    | Classe | 1   | 2   | 3   | 4        | 5     | 6        | Position | Points |
| ----- | --------- | --------------- | ------------------------- | ------ | --- | --- | --- | -------- | ----- | -------- | -------- | ------ |
| 2018  | Ebimotors | Porsche 911 RSR | Porsche 4,0 L Flat-6 Atmo | LMGTE  | LEC | MON | RBR | SIL Abd. | SPA 1 | POR Abd. | 7e       | 58.5   |